# زبان یهودی-پرتغالی
زبان یهودی-پرتغالی یا لوزیتانیک، گفته می‌شود که یک زبان یهودی بوده است که توسط یهودیان پرتغال تکلم می‌شده است. 